# Antigastra
Antigastra es un género de mariposas (Lepidoptera) de la familia Crambidae. Se distribuyen por el Viejo Mundo.

## Especies
Se reconocen las siguientes:
- Antigastra catalaunalis (Duponchel, 1833)
- Antigastra longipalpis Swinhoe, 1894
- Antigastra morysalis (Walker, 1859)